# حلوه (لبنان)
حلوه (به عربی: حلوة) یک منطقهٔ مسکونی در لبنان است که در شهرستان راشیا واقع شده‌است. حلوه ۱٬۴۵۰ متر بالاتر از سطح دریا واقع شده‌است.